# Erkki Ruoslahti
Erkki Ilmari Ruoslahti, född 16 februari 1940 i Helsingfors, är en finländsk läkare och forskare inom cellbiologi, verksam i USA.
Ruoslahti blev medicine och kirurgie doktor 1967. Han var 1970–1975 biträdande professor i serologi och bakteriologi vid Helsingfors universitet och 1975–1976 professor vid Åbo universitet. Sedan 1976 har han varit verksam i Kalifornien, 1976–1979 vid Department of immunology, City of Hope, Duarte; sedan 1979 har han varit knuten till The Burnham institute i La Jolla, vars chef han var 1989–2002. 2002 utnämndes han till Distinguished Professor vid The Burnham institute. Sedan 1980 verkar han även som adjungerad professor vid University of California.
Ruoslahti hör till Finlands allra mest citerade vetenskapsmän, alla kategorier medräknade. Han är känd framför allt för sina grundläggande upptäckter inom området celladhesion. Han har rett ut de molekylära mekanismer som ligger till grund för hur celler fäster vid varandra, vilket i sin tur är en förutsättning för att man skall förstå hur olika celler migrerar i organismen. Hans rön har väsentligt ökat kunskapen om hur cancer uppkommer och kan behandlas och de är också relevanta när det gäller att utveckla behandling för sjukdomar såsom hjärtinfarkt och hjärnslag.
Han är medlem i ett flertal vetenskapliga samfund, bland dem The National Academy of Sciences i USA. För sina vetenskapliga bedrifter har han belönats med flera pris, bland annat Japanpriset 2005.